# Fundamentos de Geopolítica
Fundamentos de geopolítica: el futuro geopolítico de Rusia es un libro geopolítico escrito por Aleksandr Duguin. El libro ha tenido una gran influencia dentro de las Fuerzas Armadas de Rusia, la policía y las élites de la política exterior y se ha utilizado como un libro de texto en la Academia del Estado Mayor de las Fuerzas Armadas de Rusia. Su publicación en 1997 fue bien recibida en Rusia y poderosas figuras políticas rusas se interesaron posteriormente en Duguin, un nacionalista ruso que ha desarrollado una estrecha relación con la Academia del Estado Mayor de Rusia.
Duguin acredita al general Nikolái Klókotov de la Academia del Estado Mayor como coautor y su principal inspiración, aunque Klókotov lo niega. El coronel general Leonid Ivashov, jefe del Departamento Internacional del Ministerio de Defensa de Rusia, ayudó a redactar el libro.

## Uso
Klókotov declaró que en el futuro el libro "serviría como una poderosa base ideológica para preparar un nuevo comando militar". Duguin ha afirmado que el libro ha sido adoptado como un libro de texto en muchas instituciones educativas rusas. El expresidente de la Duma Estatal de Rusia, Gennadiy Seleznyov, para quien Duguin fue asesor en geopolítica, "instó a que la doctrina geopolítica de Duguin se convirtiera en una parte obligatoria del currículo escolar".
El libro puede haber influido en la política exterior de Vladímir Putin, que eventualmente condujo a la invasión rusa de Ucrania en 2022.

## Contenido
En el libro, Duguin pide que la influencia de Estados Unidos y el atlantismo desaparezca en Eurasia y que Rusia reconstruya su influencia a través de anexiones y alianzas.
El libro declara que "la batalla por el dominio mundial de los rusos étnicos" no ha terminado y Rusia sigue siendo "el escenario de una nueva revolución anti-burguesa y antiamericana". El Imperio Euroasiático se construirá "sobre el principio fundamental del enemigo común: el rechazo del atlantismo, el control estratégico de Estados Unidos y la negativa a permitir que los valores liberales nos dominen".
Las operaciones militares juegan un papel relativamente pequeño. El libro de texto cree en un sofisticado programa de subversión, desestabilización y desinformación liderado por los servicios especiales rusos. Las operaciones deben ser asistidas por una utilización dura del gas, el petróleo y los recursos naturales de Rusia para intimidar y presionar a otros países.
El libro enfatiza que Rusia debe difundir el antiamericanismo en todas partes: "el principal 'chivo expiatorio' será precisamente Estados Unidos". Así mismo, el libro afirma que "la tarea máxima [del futuro] es la 'finlandización' de toda Europa".
En Europa:
- Se debería ofrecer a Alemania el dominio político de facto sobre la mayoría de los estados protestantes y católicos ubicados en Europa Central y Europa del Este. El óblast de Kaliningrado podría devolverse a Alemania. El libro usa el término "eje Moscú-Berlín".[9]
- Francia debería ser alentada a formar un "bloque franco-alemán" con Alemania. Ambos países tienen una "tradición antiatlántica firme".[9]
- El Reino Unido debería estar aislado de Europa.[9]
- Finlandia debería ser absorbida en Rusia. El sur de Finlandia se combinará con la República de Carelia y el norte de Finlandia se "donará al óblast de Múrmansk ".[9]
- Estonia debería ser dada a la esfera de influencia de Alemania.[9]
- Letonia y Lituania deberían recibir un "estatus especial" en la esfera de Eurasia-Rusia.[9]
- Polonia debería recibir un "estatus especial" en la esfera de Eurasia.[9]
- Rumania, Macedonia, "Bosnia serbia" y Grecia - "Oriente colectivista ortodoxo" - se unirán con "Moscú, o la Tercera Roma", y rechazarán el "Occidente racional e individualista".[9]
- Ucrania debe ser anexada por Rusia porque "Ucrania como estado no tiene ningún significado geopolítico, ninguna importancia cultural particular o significado universal, ni exclusividad geográfica, ni exclusividad étnica. Sus ciertas ambiciones territoriales representan un enorme peligro para toda Eurasia y, sin resolver el problema ucraniano, en general no tiene sentido hablar de política continental". No se debe permitir que Ucrania permanezca independiente, a menos que sea un cordón sanitario, lo que sería inadmisible.[9]

En Medio Oriente y Asia Central:
- El libro enfatiza la "alianza continental ruso-islámica" que se encuentra "en la base de la estrategia anti-atlantista". La alianza se basa en el "carácter tradicional de la civilización rusa e islámica".
- Irán es un aliado clave. El libro usa el término "eje Moscú-Teherán".[9]
- Armenia tiene un papel especial: servirá como una "base estratégica", y es necesario crear "el eje [subsidiario] Moscú-Ereván-Teherán". Los armenios "son un pueblo ario ... [como] los iraníes y los kurdos".[9]
- Azerbaiyán podría ser "dividido" o entregado a Irán.[9]
- Georgia debería ser desmembrada. Abjasia y "Osetia unida" (que incluye a Osetia del Sur, región separatista de Georgia) se incorporarán a Rusia. Las políticas independientes de Georgia son inaceptables.[9]
- Rusia necesita crear "shocks geopolíticos" dentro de Turquía. Esto se puede lograr mediante el empleo de kurdos, armenios y otras minorías.[9]
- El libro considera que el Cáucaso es un territorio ruso, incluidas "las costas oriental y septentrional del Caspio (los territorios de Kazajistán y Turkmenistán)" y Asia Central (mencionando a Kazajistán, Uzbekistán, Kirguistán y Tayikistán).[9]

En Asia:
- China, que representa un peligro para Rusia, "debe, en la medida de lo posible, desmantelarse". Duguin sugiere que Rusia comience por tomar el Tíbet - Xinjiang - Mongolia - Manchuria como un cinturón de seguridad.[1] Rusia debería ofrecer ayuda a China "en dirección sur: Indochina (excepto Vietnam), Filipinas, Indonesia, Australia" como compensación geopolítica.[9]
- Rusia debería manipular la política japonesa ofreciendo las Islas Kuriles a Japón y provocando el antiamericanismo.[9]
- Mongolia debería ser absorbida por Eurasia-Rusia.[9]

En otras partes del mundo:
- Rusia debería usar sus servicios especiales dentro de las fronteras de los Estados Unidos para alimentar la inestabilidad y el separatismo, por ejemplo, provocar a los "racistas afroamericanos". Rusia debería "introducir el desorden geopolítico en la actividad interna de Estados Unidos, alentando todo tipo de separatismo y conflictos étnicos, sociales y raciales, apoyando activamente a todos los movimientos disidentes: grupos extremistas, racistas y sectarios, desestabilizando así los procesos políticos internos en los Estados Unidos. También haría sentido simultáneamente para apoyar las tendencias aislacionistas en la política estadounidense".[9]
- El Proyecto Eurasia podría expandirse a Latinoamérica.[9]

## Recepción
John B. Dunlop, becario de la Institución Hoover, declaró que "el impacto de este libro de texto 'eurasiático' sobre las élites rusas clave testimonia el preocupante aumento de las ideas y sentimientos fascistas durante el último período de Yeltsin y el periodo de Putin".
El historiador Timothy Snyder escribió en The New York Review of Books que el libro está influenciado por el trabajo de Carl Schmitt, un defensor de un orden internacional conservador cuyo trabajo influyó en los nazis. En otro artículo, publicado en 2022 tras la invasión rusa de Ucrania,  también señaló el papel clave de Duguin en la propagación de las ideologías del eurasianismo y el Nacional-bolchevismo.
El libro fue descrito por la revista estadounidense Foreign Policy como "uno de los libros más curiosos, impresionantes y terroríficos que salieron de Rusia durante toda la era postsoviética", y "más sobrio que los libros anteriores de Duguin, mejor argumentado y despojado de referencias ocultas, numerología, tradicionalismo y otras excentricidades metafísicas".
En 2017, news.com.au dijo que el libro "se lee como una lista de cosas por hacer para el comportamiento de Putin en el escenario mundial".